# Erra (Sonda)
Erra - okręg miejski w Estonii, w prowincji Virumaa Wschodnia, w gminie Sonda.